# الشركة العربية للاتصالات
شركة العربية للاتصالات (شركة مدى حالياً) هي شركة كويتية تأسست عام 1982 وهي شركة رائدة في تقديم خدمات الاتصالات السلكية واللاسلكية وخدمات الاتصال بالانترنت علي أحدث طراز تماشياً مع التكنولوجيا الحديثه و المتطورة.